# John Venn
John Venn (ur. 4 sierpnia 1834 w Kingston upon Hull (Yorkshire), zm. 4 kwietnia 1923 w Cambridge) – angielski pastor i naukowiec: matematyk, logik i filozof, zajmujący się również konstruowaniem maszyn.

## Życiorys

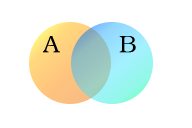
diagram Venna

Studiował w Gonville and Caius College na Uniwersytecie Cambridge. W latach 1857–1923 był wykładowcą Uniwersytetu.
Venn był kontynuatorem prac de Morgana oraz Boole'a. Wprowadził do logiki działania i metody matematyczne, przyczyniając się do jej matematyzacji. Autor pracy Symbolic logic (1881) (Logika symboliczna), w której podał wykresy obrazujące zależności między zakresami nazw.
Najbardziej znany jako twórca diagramów Venna, użytecznych we wnioskowaniu w logice i teorii zbiorów. Zmarł w 1923 w Cambridge w wieku 88 lat.